# ميخائيل سنكلير
ميخائيل سنكلير (بالإنجليزية: Michael Sinclair)‏ هو لاعب كرة قدم أمريكية أمريكي، ولد في 31 يناير 1968 في غالفستون في الولايات المتحدة.

## وصلات خارجية
- ميخائيل سنكلير على موقع مرجع كرة القدم المحترفة.كوم (الإنجليزية)